# Pouançay
Pouançay – miejscowość i gmina we Francji, w regionie Nowa Akwitania, w departamencie Vienne.
Według danych na rok 1990 gminę zamieszkiwało 285 osób, a gęstość zaludnienia wynosiła 52 osoby/km² (wśród 1467 gmin regionu Poitou-Charentes, Pouançay plasuje się na 727. miejscu pod względem liczby ludności, natomiast pod względem powierzchni na miejscu 1053.).